# Coleodictyospora cubensis
Coleodictyospora cubensis är en svampart som beskrevs av Charles 1929. Coleodictyospora cubensis ingår i släktet Coleodictyospora, divisionen sporsäcksvampar och riket svampar.   Inga underarter finns listade i Catalogue of Life.